# トスカーナの支配者一覧
フィレンツェおよびトスカーナの支配者の一覧。括弧内は在位年。

## トスカーナ辺境伯（または伯爵） 812年 - 1197年
ボニファーチ家
もともとはルッカ伯であったが、次第に領土を拡大させていった。
- ボニファーチョ1世（Bonifacio I di Toscana）（812年 - 813年）
- ボニファーチョ2世（Bonifacio II di Toscana）（828年 - 834年） - ボニファーチョ1世の子
- アガーノ（Agano)（835年 - 845年） - 家系ではない
- アダルベルト1世（Adalberto I di Toscana）（847年 - 886年） - ボニファーチョ2世の子
- アダルベルト2世（Adalberto II di Toscana）（886年 - 915年） - アダルベルト1世の子
- グイード（Guido di Toscana）（915年 - 929年） - アダルベルト2世の子
- ランベルト（Lamberto di Toscana）（929年 - 931年） - アダルベルト2世の子

アルル家
イタリア王ウーゴは、前トスカーナ辺境伯家を排除し、自らの親族に辺境伯位を与えた。
- ボゾーネ（931年 - 936年） - イタリア王ウーゴの弟、ランベルトの異父兄
- ウベルト（Uberto di Toscana）（936年 - 961年） - イタリア王ウーゴの庶子
- ウーゴ（Ugo di Toscana, il Grande）（961年 - 1001年） - ウベルトの子

諸家
- ボニファーチョ3世（Bonifacio III di Toscana）（1002年 - 1012年） - ボローニャ伯
- ラニエーリ・ディ・トスカーナ（Ranieri di Toscana）（1014年 - 1024年） - スポレート公（1010年 - 1020年頃）

カノッサ家
- ボニファーチョ4世（1027年 - 1052年）
- フェデリーコ（Federico di Toscana）（1052年 - 1055年） - ボニファーチョ4世の子
- マティルデ（1052年 - 1056年） - ボニファーチョ4世の娘
- ベアトリーチェ・ディ・バール（Beatrice di Bar）（1052年 - 1076年） - ボニファーチョ4世の妻でフェデリーコとマティルデの摂政
  - ゴッフレード1世（1054年 - 1069年） - ベアトリーチェの夫として。ロレーヌ公（3世）、アルデンヌ家
  - ゴッフレード2世（1069年 - 1076年） - マティルデの夫として。下ロレーヌ公（4世）、アルデンヌ家
- マティルデ（復位）（1076年 - 1115年）
  - グエルフォ（Guelfo）（1089年 - 1095年）- マティルデの夫として。バイエルン公（ヴェルフ2世）、ヴェルフ家

諸家
- コンラート2世・フォン・シェイエルン＝ダッハウ（Konrad II. von Scheyern-Dachau）（1120年 - 1127年） - メラーノ公（1世）、ヴィッテルスバッハ家
- ハインリヒ10世（1135年 - 1139年） - バイエルン公、ザクセン公、ヴェルフ家
- ウルリヒ・フォン・アッテムス（Ulrich von Attems）（1139年 - 1152年） - 皇帝代理
- ヴェルフ6世（Welf VI.）（1152年 - 1167年） - ハインリヒ10世の弟、1173年まで引き続いて支配、ヴェルフ家
  - ライナルト・フォン・ダッセル（Rainald von Dassel）（1160年 - 1163年） - 皇帝代理、ケルン大司教（1159年 - 1167年）
  - クリスティアン1世・フォン・ブーフ（Christian I. von Buch）（1163年 - 1173年） - 皇帝代理、マインツ大司教
- フィリッポ・ディ・ズヴェーヴィア（1195年 - 1197年） - 神聖ローマ皇帝、シュタウフェン家

## フィレンツェの僭主 1434年 - 1531年
- コジモ・デ・メディチ（イル・ヴェッキオ）(Cosimo de'Medici) （1434年 - 1464年）
- ピエロ・デ・メディチ（イル・ゴットーソ） (Piero I de'Medici)（1464年 - 1469年）
- ロレンツォ・デ・メディチ（イル・マニフィコ）（Lorenzo de'Medici) （1469年 - 1492年）
- ピエロ・デ・メディチ（イル・ファトゥオ）(Piero II de'Medici)（1492年 - 1494年）- 市民により追放
- 共和制に復帰（1494年 - 1512年）
  - ジローラモ・サヴォナローラ (Girolamo Savonarola) （市政府のメンバーではないが、神権政治を主張して市政府を事実上コントロールした）（1494年 - 1498年） - 失脚・処刑
  - ピエロ・ソデリーニ (Pier Soderini) （市政府の長として新設された正義の旗手に就任）（1502年 - 1512年） - メディチ家の復帰により亡命
- ジョヴァンニ・デ・メディチ (Cardinale Giovanni de'Medici) （1512年 - 1513年） - 教皇（レオ10世）に選出されたためローマに移る
- ジュリアーノ・デ・メディチ（ヌムール公爵） (Giuliano Duca di Nemours) （1513年 - 1516年）
- ロレンツォ・デ・メディチ（ウルビーノ公爵） (Lorenzo Duca di Urbino) （1516年 - 1518年）
- ジュリオ・デ・メディチ (Cardinale Giulio de' Medici) （1519年 - 1523年） - 教皇（クレメンス7世）に選出されたためローマに移る
- イッポーリト・デ・メディチ (Cardinale Ippolito de' Medici) （1523年 - 1527年） - 市民により追放
- アレッサンドロ・デ・メディチ (Alessandro de' Medici) （1523年 - 1527年） - 市民により追放
- 共和制に復帰（1527年 - 1530年）
- アレッサンドロ・デ・メディチ (Alessandro de' Medici) （1530年 - 1532年） - ドイツの支援でフィレンツェに復帰、1532年にフィレンツェ公爵に封じられる

## メディチ家のフィレンツェ公 1531年 - 1569年
- アレッサンドロ・デ・メディチ (Alessandro de' Medici) （1531年 - 1537年） - 暗殺される
- コジモ1世・デ・メディチ (Cosimo I de' Medici) （1537年 - 1569年） - 1569年にトスカーナ大公になる

## メディチ家のトスカーナ大公 1569年 - 1737年
- コジモ1世・デ・メディチ (Cosimo I de' Medici) （1569年 - 1574年） - 退位
- フランチェスコ1世・デ・メディチ Francesco I de' Medici) （1574年 - 1587年）
- フェルディナンド1世・デ・メディチ (Ferdinando I de' Medici) （1587年 - 1609年）
- コジモ2世・デ・メディチ (Cosimo II de' Medici) （1609年 - 1621年）
- フェルディナンド2世・デ・メディチ (Ferdinando II de' Medici) （1621年 - 1670年）
- コジモ3世・デ・メディチ (Cosimo III de' Medici) （1670年 - 1723年）
- ジャン・ガストーネ・デ・メディチ (Gian Gastone de' Medici) （1723年 - 1737年）

## ハプスブルク=ロートリンゲン家のトスカーナ大公 1737年 - 1801年
- フランチェスコ・ステーファノ (Francesco Stefano) （1737年 - 1765年） - 神聖ローマ皇帝となる
- ピエトロ・レオポルド (Pietro Leopoldo) （1765年 - 1790年） - 神聖ローマ皇帝となる
- フェルディナンド3世 (Ferdinando III) （1790年 - 1801年） - ナポレオンの侵略による追放

## ブルボン=パルマ家のエトルリア王 1801年 - 1807年
- ルイージ (Luigi)（1801年 - 1803年）
- カルロ・ルイージ (Carlo Luigi) （1803年 - 1807年）

## フランスによる支配 1807年 - 1814年
- エリザ・ボナパルト (Elisa Bonaparte Baciocchi) （1809年 - 1814年）

## ハプスブルク=ロートリンゲン家のトスカーナ大公 1814年 - 1860年
- フェルディナンド3世（復位）（1814年 - 1824年）
- レオポルド2世 (Leopoldo II)（1824年 - 1848年）
- 共和政（1848年 - 1849年）
- レオポルド2世（復位）（1849年 - 1859年）
- フェルディナンド4世 (Ferdinando IV) （1859年 - 1860年）

1860年、トスカーナ大公国はサルデーニャ王国に併合され、滅亡した。現在、ジギスムント・フォン・ハプスブルク＝ロートリンゲンがトスカーナ大公の継承権を主張している。